# Русскошойское сельское поселение
Русскошойское сельское поселение (название по Уставу СП. Противоречит названию Русско-Шойское сельское поселение, указанному в Законах Республики Марий Эл) — муниципальное образование в составе Куженерского района Марий Эл Российской Федерации.
Административный центр — село Русские Шои.

## История
Статус и границы сельского поселения установлены Законом Республики Марий Эл от 18 июня 2004 года № 15-З «О статусе, границах и составе муниципальных районов, городских округов в Республике Марий Эл».

## Население
| 2010  | 2011  | 2012  | 2013  | 2014  | 2015  | 2016  | 2017  | 2018  |
| ----- | ----- | ----- | ----- | ----- | ----- | ----- | ----- | ----- |
| 1367  | ↘1364 | ↘1313 | ↘1295 | ↘1270 | ↘1261 | ↘1233 | ↘1198 | ↗1204 |
| 2019  | 2020  | 2021  | 2023  |       |       |       |       |       |
| ↘1170 | ↘1161 | ↘1143 | ↘1102 |       |       |       |       |       |

## Состав поселения
В состав сельского поселения входят 8 деревень и 1 село:
| № | Населённый пункт | Тип населённого пункта       | Население |
| - | ---------------- | ---------------------------- | --------- |
| 1 | Аганур           | деревня                      | 164       |
| 2 | Визимбирь        | деревня                      | 152       |
| 3 | Мари Шои         | деревня                      | 263       |
| 4 | Мокруша          | деревня                      | 0         |
| 5 | Морозы           | деревня                      | 0         |
| 6 | Русские Шои      | село, административный центр | 542       |
| 7 | Саламатнур       | деревня                      | 109       |
| 8 | Шишкинер         | деревня                      | 4         |
| 9 | Шойдум           | деревня                      | 127       |

В 2024 году деревня Кульшит включена в состав деревни Аганур.